# 한스헤르만 호페
한스헤르만 호페(독일어: Hans-Hermann Hoppe, 1949년 9월 2일 ~ )는 독일과 미국의 오스트리아 학파 경제학자 겸 자유지상주의, 아나코자본주의 철학자이다.

## 작품 목록
한국어로 번역된 책들
- 《민주주의는 실패한 신인가》(Democracy : the god that failed the economics and politics of monarchy, 2001) ISBN 89-300-8022-7

## 비평
그의 철학적 작업은 다양한 반응을 불러 일으켰으며, 일부 동료들은 그의 사상의 기초가 되는 철학적 전제에 의문을 제기하기도 했다.
필립 메그네스와 같은 비평가들은 호페의 문화적보수주의견해가 미제스의 오스트리아 경제학에서 유래한 것이 아니라 다른 우익 정치사상이나 프랑크푸르트학파와 같은 외부의 철학적 전통에서 비롯되었다고 주장했다.
블록(Walter Block)은 호페의 당장의 현실세계에서 이민제한에 대한 주장이 여러 이론적인 문제들을 만들게 된다고 주장했다.

## 같이 보기
- 반민주주의
- 변증법
- 우파 자유지상주의
- 부드러운 전제 정치
- 다수의 횡포